# Bernat Hug de Rocabertí i Ortafà
Bernat Hug de Rocabertí i Ortafà (?-?) fou baró de Sant Mori, Maella, Vilaür i Verges, senyor de la Tallada d'Empordà i Bellcaire.

## Antecedents familiars
Era el segon fill mascle de Pere de Rocabertí i d'Erill i de Caterina d'Ortafà, però va heretar la baronia, ja que el seu germà gran, Pere, va morir durant la guerra per recuperar el Rosselló després de la Guerra Civil Catalana.
Tenia una germana anomenada Rafaela de Rocabertí i d'Ortafà.
Portava el mateix nom del seu oncle i segurament padrí Bernat Hug de Rocabertí i d'Erill.

## Núpcies i descendència
Es va casar amb Cecília d'Hostalric i van tenir una única filla, Caterina de Rocabertí, casada amb Jaume de Cardona.